# Tổ chức dịch vụ dân sự quốc tế

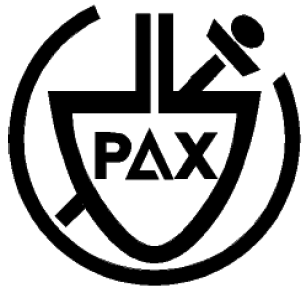
SCI Logo
Web: www.sciint.org

Service Civil International (SCI) hay tổ chức dịch vụ dân sự quốc tế là một tổ chức tình nguyện phi chính phủ quốc tế và là một chiến dịch vì hòa bình. SCI hiện nay có 43 chi nhánh trên toàn thế giới. SIC được thành lập năm 1920 bởi một kỹ sư người Thụy Sĩ Pierre Ceresole. SCI được biết đến như là một tổ chức tình nguyện quốc tế tại các nước nói tiếng Anh.

## Mục đích

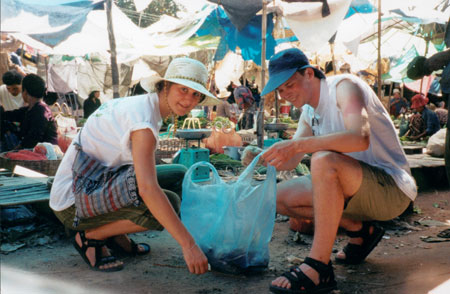
Làm sạch biển tại Campuchia

SCI làm việc dựa trên các nguyên tắc sau:
- Không bạo lực - là một nguyên tắc cũng là một phương pháp

- Quyền con người - tôn trọng mỗi cá nhân, tuân theo nguyên tắc được đề cập đến trong Tuyên ngôn thế giới về quyền con người

- Đoàn kết - đoàn kết toàn cầu vì một mục đích cao cả và đoàn kết con người ở mọi tầng lớp

- Tôn trọng thiên nhiên và môi trường - và hệ sinh thái trong đó con người là một phần của hệ sinh thái và phụ thuộc vào hệ sinh thái

- Toàn diện - đón nhận mọi cá nhân những người có cùng mục tiêu và mục đích, không phân biệt giới tính, sắc ộc, màu da, tôn giáo, quốc tịch, địa vị xã hội, hay tư tưởng chính trị hay bất kỳ sự phân biệt nào

- Trao quyền - trao quyền cho mọi người để họ hiểu và hành đồng thay đổi xã hội, văn hóa và cấu trúc kinh tế, những vấn đề ảnh hưởng lên cuộc sống của mọi người ở mọi cấp độ

- Hợp tác - với cộng đồng địa phương, các địa phương khác cũng như các bên liên quan ở cấp quốc gia và thế giới để củng cố và làm vững mạnh thêm các tiền năng tích cực trong xã hội.

SCI tin rằng tất cả mọi người đều có đủ năng lực để sống và tôn trọng lẫn nhau và không cần dùng đến bạo lực để giải quyết các mâu thuẫn. SCI tổ chức các dự án tình nguyện quốc tế trên toàn thế giới bởi vì SCI tin rằng hòa bình chỉ có thể được thiết lập nếu con người ở moị tầng lớp và nền văn hóa học cách để hợp tác và làm việc cùng với nhau.

## Lịch sử
SCI được thành lập với khát khao tìm kiếm hòa bình sau chiến tranh thế giới thứ 1. Để tham gia vào Hội nghị quốc tế vì hòa bình lần thứ nhất năm 1920 tại Bilthoven 
Pierre Ceresole, một nhà hoạt động vì tiến bộ và hòa bình người Thụy Sỹ đã thực hiện một dự án hòa bình tại Pháp với các tình nguyện viên đến từ các nước khác nhau.

### Từ hòa giải đến cứu trợ khẩn cấp (1920)

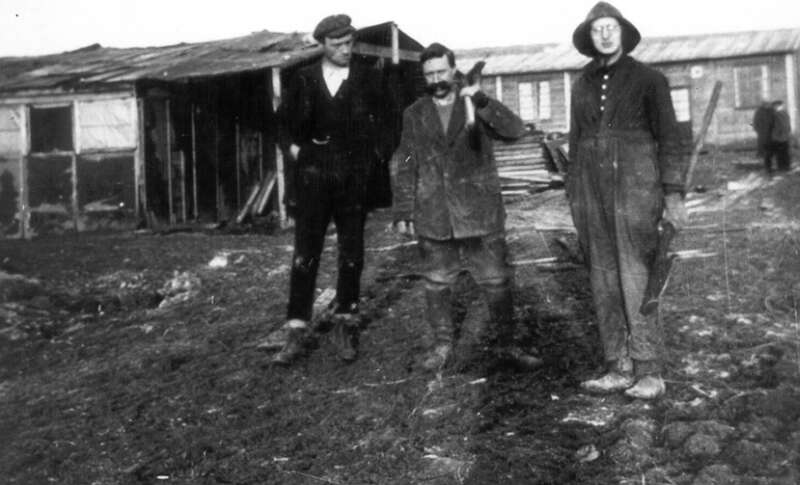
Pierre Cérésole tại Verdun

Workcamp (một hoạt động mà các tình nguyên viên tập trung và làm việc cùng nhau) quốc tế lần đầu tiên được tổ chức vào năm 1920 tại Verdun (Pháp), nơi đã từng là một chiến trường. Các tình nguyện viên xây dựng lại ngôi làng đã bị chiến tranh phá hủy Esnes-en-Argonne và là biểu tượng hòa giải giữa Pháp và Đức. Trong số các tình nguyện viên quốc tế, có ba người Đức. Họ xây các ngôi nhà tạm cho người dân và làm sạch các cánh đồng.
Năm 1924, Ceresole tổ chức workcamp thứ hai ở Les Ormonts (Thụy Sĩ) để giúp dọn dẹp các đống đổ nát sau một trận bão tuyết. Hoạt động này được khuyến khích như là một hình mẫu cho những người phản đối có ý thức, để hỗ trợ các chiến dịch chính trị nhằm giới thiệu các dịch vụ thay thế. Trong các năm tiếp theo, nhiều hoạt động như vậy đã được tổ chức. Hoạt động lớn nhất được tổ chức năm 1928 tại Liechtenstein với hơn 700 tình nguyện viên đến từ 28 quốc gia. Nhóm này giúp dọn dẹp thung lũng Rhine sau trận lũ lớn năm 1927. 

### Sự phát triển trong cam kết xã hội (1931)

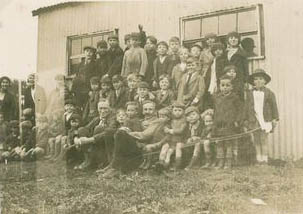
Pierre Cérésole chụp ảnh với trẻ em tại Brynmawr

Trong thập niên đầu tiên của SCI, các workcamp được tổ chức để hỗ trợ các địa phương chịu ảnh hưởng bởi thiên tai. Năm 1931, ý tưởng SCI phát triển và khái niệm workcamp với các tình nguyện viên quốc tế được áp dụng trong các lĩnh vực khác nhau của cam kết xã hội
- Phát triển cộng đồng: trong thời gian khủng hoảng kinh tế của ngành khai khoáng xứ Wales diễn ra, SCI đã tổ chức một workcamp để xây dựng lại niềm tin của người dân ở thị trấn mỏ Brynmawar (Wales, Anh). Tình nguyện viên và những người đàn ông thất nghiệp ở thị trấn đã xây dựng một bể bơi và một công viên công đồng.
- Cứu trợ phát triển : năm 1931, Ceresole làm quen với Gandhi, người đã mời Ceresole đưa SCI về Ấn Độ. Năm 1934, ông đến Ấn Độ để tổ chức một workcamp hỗ trợ các khu vực bị ảnh hưởng bởi trận động đất Nepal-Bihar năm 1934. Dự án này được thực hiện thêm hai lần nữa vào năm 1935 và 1936. Nhiều dự án hỗ trợ phát triển cộng đông khác cũng đã được thực hiện sau chiến tranh thế giới thứ 2.
- Cứu trợ nhân đạo: Năm 1937, SCI được điều động bởi một nhóm các tổ chức hỗ trợ nhân đạo để thực hiện hỗ trợ trẻ em tị nạn trong nội chiến Tây Ban Nha (1936-1939). Các hỗ trợ sơ tán và phân phát quần áo thực phẩm đã được nhóm tiến hành ở khu vực cộng hòa Tây Ban Nha. 20 năm sau đó, hỗ trợ nhân đạo đã được thực hiện để hỗ trợ các trẻ em mồ côi ở Tunisia trong chiến tranh Algerian (1958-1962). Ngoài hai dự án này, hỗ trợ nhân đạo không phải là một hoạt động quan trọng của SCI sau này.

### Tổ chức quốc tê (1948)
Kể từ năm 1920, SCI tổ chức các workcamp và các hoạt động dưới dạng không chính thức ở Pháp, Thụy Sỹ, Anh, Ấn Độ và các nước khác. Ý tưởng workcamp mở rộng sang nhiều quốc gia khác sau chiến tranh thế giới thứ 2 dưới hình thức các chi nhánh của SCI, một hội đồng bảo an được thành lập ở Paris. Việc tổ chức các hoạt động trao đổi tình nguyện viên và workcamp đã được cải thiện và tiến bộ (ví dụ: bảo hiểm cho tình nguyện viên). Số lượng tình nguyện viên và workcamp tăng lên đáng kể.
- 1947: 46 workcamps ở 9 nước
- 1968: 298 workcamps ở 24 nước.

Số lượng các chi nhánh cũng tăng lên đáng kể. Vào những năm 60s,việc điều phối các chi nhánh tại Châu Phi, Châu Á và Châu Âu cũng được thiết lập. 

### Từ Bắc đến Nam và hỗ trợ phát triển(1950)
Năm 1950, SCI được mời đến Ấn Độ để giúp xây nhà cho người tị nạn ở Faridabad. Một nhóm nhỏ các tình nguyện viên quốc tế đã tuyển thêm nhiều tình nguyện viên địa phương. Mâu thuẫn giữa Ấn Độ và Pakistan đã khuyến khích họ tổ chức một workcamp khác ở Parkistan năm 1951. Kết quả là, nhiều chi nhánh địa phương và các nhóm SCI đã được thành lập ở châu Á.
Để hỗ trợ nạn đói đang tràn ngập ở các vùng kém phát triển ở châu Âu, châu Á và châu Phi, SCI bắt đầu tiến hành các chương trình hỗ trợ phát triển và tuyển dụng các tình nguyện viên có chất lượng. Chương trình phát triển lớn nhất đã được thực hiện ở tỉnh Tlcemcen, phía Tây Algeria sau chiến tranh giành độc lập ở Algeria (1954-1962). Simone Tanner Chaumet làm viẹc ở Algeria như một tình nguyện viên SCI. Từ năm 1962 đến 1968 SCUI đã xây lại làng beni Hamou, xây trạm y tế và các dịch vụ phát triển cộng đồng như tường học tại quận Sebdou. 

### Từ phía Đông đến phía Tây (1955)
Bất chấp chiến tranh lạnh thời kỳ này, SCI vẫn tìm kiếm các cơ hội trao đổi tình nguyện viện với các khu vực cấm vấn ở phía Đông. Với tư cách một tổ chức không theo xã hội chủ nghĩa, các tình nguyện viên của SCI tham gia vào các workcamp trong chương trình lễ hội thanh niên thế giới lần thứ 5 ở Warsam (Phần Lan) năm 1955. Kể từ đó, các workcamp đã được phối hợp tổ chức bởi các tình nguyện viên đến từ các nước xã hội chủ nghĩa tại Phần Lan (1955), GDR (1956), USSR (1958), Hungary (1964), Czechoslovakia (1964) và Bulgaria (1981). Những hoạt động này trở nên rầm rộ hơn những năm 70s. Năm 1972 SCI thành lập Ủy ban Đông Tây để điều phối các hoạt động trao đổi tình nguyện viên và tăng cường hợp tác với các tổ chức đối tác tại các nước xã hội chủ nghĩa. Với sự thay đổi chính trị ở Đông Âu, các dự án mới của SCI bắt đầu từ năm 1990.

### Định hướng lại (1969)
Trong một loạt các hội nghị, hội thảo và cuộc họp từ năm 1969, các quan điểm chính trị của SCI đã được xem xét lại. Theo đó, SCI sẽ không tập trung vào các hỗ trợ phát triển. Thay vào đó nâng cao nhận thức về chính trị và xã hội trở thành mục tiêu quan trọng trong các hoạt động của SCI. Cụ thể SCI phát triển khái niệm phát triển giáo dục và sự đoàn kết. Nhiều workcamp quốc tế đã được tổ chức làm mẫu từ năm 1985 đến 1992 về đọcllaaopp ở Namibia, tiếp đó là chiến dịch truyền thông về tị nạn quốc tế (1994-1997).
Sự thay đổi định hướng này đã hình thành nên các tiêu chuẩn mới trong việc trao đổi tình nguyện viên. Cối những năm 1972, một hệ thống phân quyền để sắp xếp tình nguyện viên đã được giới thiệu. Trong khi đó việc trao đổi giữa hai bờ Đông - Tây và Bắc - Nam được điều phối với Ủy ban điều Phối quốc tế và châu Âu SCI. Việc tập trung này cũng được phân quyền từ giữa những năm 90.

### Các tổ chức lao động/làm việc quốc tế (1997)
Với việc định hướng lại những năm 70, SCI chuyển đổi cơ cấu tổ chức của Ban thư ký quốc tế và khu vực và các ban điều phối quốc tế thành các nhóm làm việc, tập trung và các khu vực ưu tiên nhất định. Năm 1997, các thay đổi cơ bản đã được giới thiệu đến các nhóm làm việc. Hiện nay, các nội dung này được thay đổi và phê duyệt hằng năm. Các nhóm làm việc địa phương tồn tại ở châu Phi, châu Á, châu Mỹ Latinh và Đông Nam châu Âu (SAVA). Các nhóm làm việc còn lại tập trung vào các chủ đề sau:
- Nhập cư và tị nạn (từ năm 1970) như Trung tâm châu Âu về nhập cư
- Trao đổi Đông Tây (từ năm 1972) như Nhóm hành động vì châu Âu (GATE)
- Vấn đề về giới (từ 1983) như WIN
- Conscientious Objection (1984-1990)
- Thanh niên và thất nghiệp (1985) YUWG
- Trao đổi Bắc Nam (1987) như SEED
- Tình nguyện lâu dài (1989) như LTRC
- Vấn đề môi trường (1998)
- Quyền con người (1998)

## Danh sách các nhóm và chi nhánh của SCI[2]
SCI có hai loại thành viên: thành viên chính thức là các chi nhánh và thành viên hợp tác là các nhóm làm việc. Ủy ban quốc tế SCI quyết định loại hình thành viên dự vào cơ cấu quốc gia, tổ chức cũng như cơ cấu nhân viên. Chi nhánh quốc gia có thể có tên riêng và dùng tên này trong các tài liệu của họ. Bảng sau liệt kê cac chi nhánh và nhóm làm việc của SCI. Các hoạt động đầu tiên thường hướng đến các workcamp đầu tiên được tổ chức bởi SCI hoặc phối hợp tổ chức giữa SCI và các chi nhánh/ nhóm làm việc.
| Châu lục                                                       | Quốc gia                                                             | Tên tổ chức                                                          | Bắt đầu hoạt động | Hiệu lực chính thức | Lưu ý         |
| Africa                                                         | Algeria                                                              | SCI Algeria                                                          | 1948              | 1952                | Giải tán 1954 |
| Mauritius                                                      | SVI Mauritius                                                        | SVI Mauritius                                                        | 1960              | 1981                |               |
| Nigeria                                                        | VWAN Nigeria                                                         | VWAN Nigeria                                                         | 1963              | (2009)              |               |
| Asia                                                           | Bangladesh                                                           | SCI Bangladesh                                                       | 1962              | 1972                |               |
| Hong Kong, China                                               | SCI Hong Kong                                                        | SCI Hong Kong                                                        | 2006              | (2011)              |               |
| India                                                          | SCI India Lưu trữ ngày 28 tháng 4 năm 2019 tại Wayback Machine       | SCI India Lưu trữ ngày 28 tháng 4 năm 2019 tại Wayback Machine       | 1934              | 1956                |               |
| Japan                                                          | SCI Japan Lưu trữ ngày 23 tháng 3 năm 2018 tại Wayback Machine       | SCI Japan Lưu trữ ngày 23 tháng 3 năm 2018 tại Wayback Machine       | 1958              | 1964                |               |
| Jordan                                                         | Bridge of Peace Lưu trữ ngày 9 tháng 6 năm 2016 tại Wayback Machine  | Bridge of Peace Lưu trữ ngày 9 tháng 6 năm 2016 tại Wayback Machine  |                   | (2011)              |               |
| Malaysia                                                       | SCI Malaysia                                                         | SCI Malaysia                                                         | 1964              | 1992                |               |
| Nepal                                                          | SCI Nepal                                                            | SCI Nepal                                                            | 1961              | 1994                |               |
| Pakistan                                                       | SCI Pakistan Lưu trữ ngày 22 tháng 3 năm 2018 tại Wayback Machine    | SCI Pakistan Lưu trữ ngày 22 tháng 3 năm 2018 tại Wayback Machine    | 1951              | 1997                |               |
| South Korea                                                    | SCI South Korea                                                      | SCI South Korea                                                      | 1965              | ?                   |               |
| Sri Lanka                                                      | SCI Sri Lanka Lưu trữ ngày 18 tháng 6 năm 2015 tại Wayback Machine   | SCI Sri Lanka Lưu trữ ngày 18 tháng 6 năm 2015 tại Wayback Machine   | 1960              | 1994                |               |
| Australia                                                      | Australia                                                            | IVP Australia                                                        | 1988              | (2013)              | SCI Branch    |
| Europe                                                         | Albania                                                              | PVN Albania                                                          | 2005              | (2009)              | SCI Group     |
| Austria                                                        | SCI Austria Lưu trữ ngày 6 tháng 7 năm 2018 tại Wayback Machine      | SCI Austria Lưu trữ ngày 6 tháng 7 năm 2018 tại Wayback Machine      | 1947              | 1949                |               |
| Belarus                                                        | New Group Belarus                                                    | New Group Belarus                                                    | 1992              | (2000)              |               |
| Belgium                                                        | SCI Belgium                                                          | SCI Belgium                                                          | 1947              | 1948                |               |
| VIA Belgium                                                    | 1946                                                                 | VIA Belgium                                                          | 1946              | 1977                |               |
| Bulgaria                                                       | CVS Bulgaria                                                         | CVS Bulgaria                                                         | 1974              | 2004                |               |
| Croatia                                                        | VCZ Croatia                                                          | VCZ Croatia                                                          | 1964              | 2007                |               |
| Denmark                                                        | 1948                                                                 |                                                                      | 1948              | 1954                |               |
| Finland                                                        | KVT Finland                                                          | KVT Finland                                                          | 1947              | 1981                |               |
| France                                                         | SCI France                                                           | SCI France                                                           | 1920              | 1936                |               |
| Germany                                                        | SCI Germany                                                          | SCI Germany                                                          | 1946              | 1948                |               |
| Great Britain                                                  | International Voluntary Service                                      | International Voluntary Service                                      | 1931              | 1948                |               |
| Greece                                                         | SCI Hellas                                                           | SCI Hellas                                                           | 1944              | 1992                |               |
| Hungary                                                        | Utilapu Hungary                                                      | Utilapu Hungary                                                      | 1966              | 2002                |               |
| Ireland                                                        | VSI Ireland                                                          | VSI Ireland                                                          | 1965              | 1973                |               |
| Italy                                                          | SCI Italy                                                            | SCI Italy                                                            | 1945              | 1948                |               |
| Kosovo                                                         | Gaia                                                                 | Gaia                                                                 | 2010              | (2014)              |               |
| Macedonia                                                      | Center for Intercultural Dialogue                                    | Center for Intercultural Dialogue                                    | 2006              | (2011)              |               |
| Moldova                                                        | AVI Moldova                                                          | AVI Moldova                                                          | 1962              | (2004)              |               |
| Netherlands                                                    | VIA Netherlands                                                      | VIA Netherlands                                                      | 1941              | 1948                |               |
| Northern Ireland                                               | IVS Northern Ireland                                                 | IVS Northern Ireland                                                 | 1972              | 1987                |               |
| Norway                                                         | ID Norway Lưu trữ ngày 22 tháng 3 năm 2018 tại Wayback Machine       | ID Norway Lưu trữ ngày 22 tháng 3 năm 2018 tại Wayback Machine       | 1939              | 1948                |               |
| Poland                                                         | OWA Poland Lưu trữ ngày 23 tháng 3 năm 2018 tại Wayback Machine      | OWA Poland Lưu trữ ngày 23 tháng 3 năm 2018 tại Wayback Machine      | 1947              | 1999                |               |
| Romania                                                        | SCI Romania                                                          | SCI Romania                                                          | 1991              | 1998                |               |
| Serbia                                                         | VCV Serbia                                                           | VCV Serbia                                                           | 2004              | 2008                |               |
| Slovenia                                                       | Voluntariat SCI Slovenia                                             | Voluntariat SCI Slovenia                                             | 1963              | 1998                |               |
| Spain                                                          | SCI Catalonia                                                        | SCI Catalonia                                                        | 1982              | 1989                |               |
| SCI Madrid Lưu trữ ngày 8 tháng 2 năm 2016 tại Wayback Machine | 1937                                                                 | SCI Madrid Lưu trữ ngày 8 tháng 2 năm 2016 tại Wayback Machine       | 1937              | 2001                |               |
| Sweden                                                         | IAL Sweden Lưu trữ ngày 23 tháng 3 năm 2018 tại Wayback Machine      | IAL Sweden Lưu trữ ngày 23 tháng 3 năm 2018 tại Wayback Machine      | 1936              | 1969                |               |
| Switzerland                                                    | SCI Switzerland Lưu trữ ngày 19 tháng 3 năm 2018 tại Wayback Machine | SCI Switzerland Lưu trữ ngày 19 tháng 3 năm 2018 tại Wayback Machine | 1924              | 1948                |               |
| Ukraine                                                        | SVIT Ukraine Lưu trữ ngày 22 tháng 3 năm 2018 tại Wayback Machine    | SVIT Ukraine Lưu trữ ngày 22 tháng 3 năm 2018 tại Wayback Machine    | 2000              | 2009                |               |
| Slovakia                                                       | INEX Slovakia                                                        | INEX Slovakia                                                        | 1993              | ?                   |               |
| Latin America                                                  | Brazil                                                               | SVI Brazil Lưu trữ ngày 11 tháng 6 năm 2016 tại Wayback Machine      | 2008              | (2009)              | SCI Group     |
| Mexico                                                         | SCM Mexico Lưu trữ ngày 18 tháng 6 năm 2015 tại Wayback Machine      | SCM Mexico Lưu trữ ngày 18 tháng 6 năm 2015 tại Wayback Machine      | ?                 | 2010                |               |
| North America                                                  | United States of America                                             | SCI-IVS USA Lưu trữ ngày 12 tháng 5 năm 2008 tại Wayback Machine     | 1956              | 1963?               |               |

## Mạng lưới

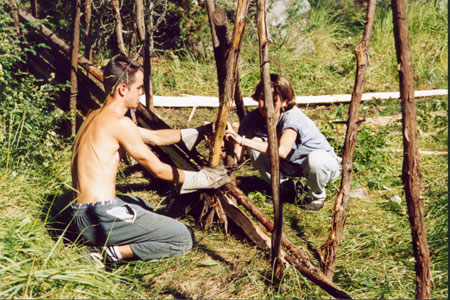
Bảo vệ hệ sinh thái ở Thụy Điển (Sweden)

SCI có hoạt động tư vấn cho hội đồng châu Âu và UNESCO
- CCIVS (Ủy ban điều phối các tổ chức dịch vụ tình nguyện quốc tế
- YEJ (Diễn đàn tuổi trẻ Jeunesse)
- Ủy ban hành động liên hiệp các nền văn hóa (UNITED for Intercultural Action -một mạng lưới châu Âu chống lại chủ nghĩa dân tộc, phân biệt chủng tộc và chủ nghĩa phát xít

Năm 1987, SCI được trao giải thưởng Thông điệp hòa bình bởi liên hợp quốc, nhằm ghi nhận những nỗ lực vì hòa bình và kiến thức nhân loài của tổ chức.
Các chi nhánh của SCI đều được tham gia vào Diễn đàn tuổi trẻ châu Âu, hoạt động trong phạm vị hội đồng châu Âu và liên minh châu Âu và làm việc gần gũi với các tổ chức này.